# Campyloneurum costatum
Campyloneurum costatum är en stensöteväxtart som först beskrevs av Kze., och fick sitt nu gällande namn av Karel Presl. Campyloneurum costatum ingår i släktet Campyloneurum och familjen Polypodiaceae. Inga underarter finns listade.